# 爱的色放
《爱的色放》（韓語：썸머타임）是一部2001年韩国电影，由朴在浩执导，柳秀荣、金智賢主演。本片翻拍自备受争议的1985年菲律宾电影《天蝎之夜》，并且受到韩国光州事件的启发 。

## 故事
故事背景设定在20世纪80年代，Sang-ho是一名学生兼民运人士，躲藏在一个小乡村破旧小楼的二楼。他无意间通过地板上的小孔发现正在做爱的一对夫妇。这使男孩欲火难耐，备受煎熬。有一天，男孩无意中拿到了楼下夫妻的钥匙，在丈夫不在家时下了楼。他模仿着她丈夫的动作，与少妇发生了性关系。男孩第二次与少妇做爱时，二人打了照面，男孩怯懦的认错，少妇却原谅了他，并且亲吻起他来，于是二人的欢娱成了彼此的偷欢，各自的禁忌，甚至他们称这做爱情。丈夫Tae-yeol是一位被停职的警察，而妻子Hee-ran是被其任警察时强奸的年轻女孩，她是妻子也是囚犯。

## 演员
- 柳秀荣饰演Sang-ho
- 金智賢（朝鲜语：김지현 (가수)）饰演Hee-ran
- 崔哲浩饰演Tae-yeol
- 宋钰宿饰演Gi-ok
- 郑永培饰演Young-mi
- Choi Seong-min
- Yun Yeong-keol
- Jang Seong-won
- Kim Seon-hwa
- Lee Seung-hun
- Ahn Byeong-kyeong
- Park Hoon-jung饰演操场上的孩子